# Pozbud
Pozbud S.A. – polska spółka notowana na Giełdzie Papierów Wartościowych w Warszawie S.A., producent drzwi i okien drewnianych, dostarczanych klientom indywidualnym i profesjonalnym oraz instytucjom na rynku polskim, europejskim i amerykańskim.
Pozbud tworzy grupę kapitałową, która prowadzi działalność w trzech podstawowych segmentach: usługi budowlane, stolarka otworowa oraz usługi deweloperskie.

## Historia
Początki spółki pod firmą Pozbud S.A. sięgają roku 1973. Firma założona została pod Poznaniem, w roku 1973 przez Ryszarda Andrzejaka, który 10 lat później przekazał ją starszemu z synów – Tadeuszowi. Ten w roku 2002 połączył siły z młodszym bratem Romanem tworząc spółkę Pozokna Sp. z o.o., którą rok później przekształcili w Pozbud T&R Sp. z o.o., by następnie zmienić ją w Spółkę Akcyjną i w roku 2008 wprowadzić na Giełdę Papierów Wartościowych w Warszawie.
W sumie z giełdy bracia pozyskali ponad 38 mln zł kapitału inwestując to w nowy zakład w Słonawach pod Obornikami, który po dokapitalizowaniu stał się jedną z najnowocześniejszych i największych fabryk okien i drzwi w Europie. Kolejne lata od 2008 do 2015 to okres kolejnych licznych inwestycji, wprowadzania nowych rozwiązań i tworzenia nowej oferty produktowej. Firma rozwijała się budując sieć sprzedaży na terenie całej Polski oraz pozyskując nowych kontrahentów również poza granicami kraju, zarówno w Europie jak i na rynku Ameryki Północnej.
Kolejnym istotnym etapem rozwoju spółki Pozbud było pozyskanie w 2017 roku kontraktu pn. „Budowa infrastruktury systemu ERTMS/GSM-R na liniach kolejowych PKP Polskie Linie Kolejowe S.A. w ramach NPW ERTMS”, realizowanego przez Konsorcjum z udziałem spółki zależnej SPC2 Sp. z o.o. Udział Grupy Kapitałowej w realizacji kontraktu dla PKP PLK S.A. uległ znacznemu zwiększeniu w roku 2020, kiedy to spółka POZBUD włączyła do Grupy AGNES S.A., której akcje wniesione zostały aportem przez dotychczasowego akcjonariusza AGNES, w zamian za akcje serii H wyemitowane przez Spółkę. Zmianom w strukturze Grupy Kapitałowej towarzyszyły zmiany na poziomie właścicielskim oraz zarządczym.
Dziś Grupa Kapitałowa Pozbud posiada szerokie referencje z branży stolarki otworowej oraz branży budowlanej realizującej m.in. projekty deweloperskie i związane z infrastrukturą światłowodową.

## Charakterystyka
Produkcja okien i drzwi to historycznie najstarsza działalność Pozbud i główny filar rozbudowy firmy. Podczas swojej dotychczasowej działalności Spółka zrealizowała również projekt deweloperski, czego efektem jest wybudowanie zespołu budynków Strzeszyn – Zacisze.
Zmiany na poziomie właścicielskim oraz w strukturach Zarządu Grupy Kapitałowej skutkowały przyjęciem nowej strategii na lata 2021–2023. Przyjętymi rynkami aktywności operacyjnej w nowej strategii są:
- Rynek stolarki otworowej – spółka zamierza kontynuować produkcję towarów premium na rynku stolarki otworowej pod marką slonawy. W 2023 r. zakład stolarki otworowej został sprzedany podmiotowi zewnętrznemu, spoza grupy Compremum.
- Rynek specjalistycznych usług budowlanych – spółka, poprzez podmioty zależne – SPC2 Sp. z o.o. oraz AGNES S.A. ma znaczący udział w realizowanym dla PKP PLK S.A. kontrakcie „Budowa infrastruktury systemu ERTMS/GSM-R na liniach kolejowych PKP Polskie Linie Kolejowe S.A. w ramach NPW ERTMS”. Wysokość wynagrodzenia przypadającego na spółkę zależną „SPC-2” wynosi 720,5 mln zł netto (886,3 mln zł brutto)[5].
- Rynek deweloperski – spółka planuje zakończyć sprzedaż zrealizowanego projektu Strzeszyn – Zacisze.
- Nowe branże – spółka podejmuje działania zmierzające do dywersyfikacji zakresu działalności, czego efektem jest obecność spółek POZBUD OZE Sp. z o.o. oraz POZBUD inwestycje Sp. z o.o. od 2020 roku w składzie Grupy Kapitałowej[6].

## Struktura organizacyjna
Od 2020 r. w skład Grupy Kapitałowej Pozbud wchodzą następujące spółki:
- POZBUD S.A. – jednostka dominująca (do dnia 21 października 2020 r. pod firmą POZBUD T&R S.A.)
- „SPC-2” Sp. z o.o. – jednostka zależna (100% udziałów)[7]
- AGNES S.A. – jednostka zależna (100% udziałów)[8]
- POZBUD Inwestycje Sp. z o.o. – jednostka zależna (100% udziałów)
- POZBUBD OZE Sp. z o.o. – jednostka zależna (52% udziałów)[9][10]

## Akcjonariat
Akcjonariat POZBUD S.A.:
| Akcjonariusz    | Liczba akcji | Udział akcji w kapitale zakładowym | Liczba głosów | Udział głosów w ogólnej liczbie głosów |
| Łukasz Fojt     | 11 905 113   | 26,55%                             | 11 905 113    | 24,43%                                 |
| Andrzej Raubo   | 11 326 623   | 25,26%                             | 15 220 623    | 31,23%                                 |
| NN OFE + NN DFE | 7 425 330    | 16,56%                             | 7 425 330     | 15,24%                                 |
| Pozostali       | 14 179 703   | 31,63%                             | 14 179 703    | 29,10%                                 |